# Kapsuła czasu

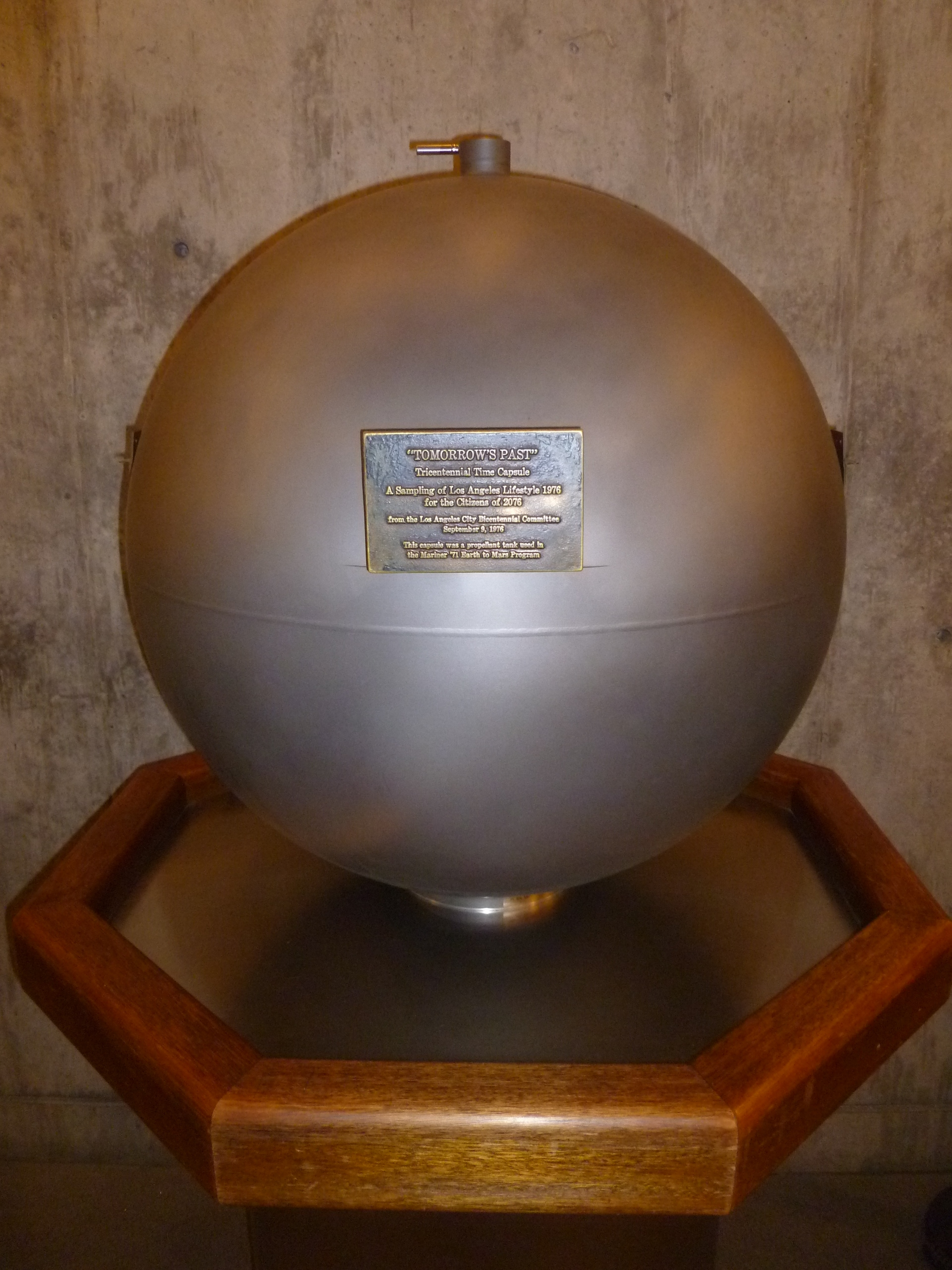
Kapsuła czasu w obserwatorium Griffith

Kapsuła czasu – pojemnik lub miejsce, w którym umieszcza się różne przedmioty bądź informacje przeznaczone dla przyszłych pokoleń, zwłaszcza archeologów, antropologów i historyków. Kapsuły czasu zwykle tworzy się i ukrywa podczas ważnych wydarzeń, jak np. wmurowanie kamienia węgielnego pod budowę.

## Geneza
Nie wiadomo kiedy dokładnie powstała pierwsza kapsuła czasu. Przyjmowało się, że nie wcześniej niż w 1876 r., jednak w Strzegomiu w 2013 r. odkryto kapsułę z 1874. Natomiast w 2019 r. w czasie remontu zachodniego przyczółku mostu przez Wisłę w Tczewie odkryto kamień węgielny wkopany przez Fryderyka Wilhelma wraz z kapsułą w 1851 r. Podczas remontu wieży kościoła pw. Wniebowzięcia Najświętszej Marii Panny w Żaganiu natrafiono na kapsułę sygnowaną datą 1809 r.
W czasie Wystawy Światowej w Nowym Jorku w 1939 roku przedsiębiorstwo Westinghouse, zaprezentowało kapsułę czasu własnego projektu. Była to podłużna skrzynia o średnicy 16 cm i 2,3 m długości. Ważyła ok. 360 kg i zbudowana była z miedzi, chromu oraz stopu srebra, co według zapewnień firmy dawało jej wytrzymałość lekkiej stali. Wewnątrz znajdowały się rzeczy codziennego użytku, takie jak: kłębek nici, lalka, księga z opisem kapsuły i jej twórców, flakonik z nasionami zboża, mikroskop i piętnastominutowa kronika filmowa. Szpule mikrofilmu zawierały: informator sklepu Sears Roebuck, słownik, almanach i inne teksty. Kapsułę zakopano w parku Flushing Meadows, gdzie odbywała się wystawa. W 1965 r. w jej pobliżu zakopano drugą kapsułę. Obie spoczywają na głębokości ok. 5 m i mają zostać otwarte w 6939 r. W 1985 r. ta sama firma przygotowała małą szklaną kapsułkę, która miała zostać umieszczona pod hotelem Marriott Marquis w Nowym Jorku, ale nigdy do tego nie doszło.
Za pierwszą współczesną kapsułę czasu uważa się Kryptę Cywilizacji (1936) znajdującą się na Oglethorpe University, która ma zostać otworzona w 8113 r. Jednak w owym czasie nie istniało określenie „kapsuła czasu”. Pojęcie to stworzył w latach 30. George Edward Pendray.

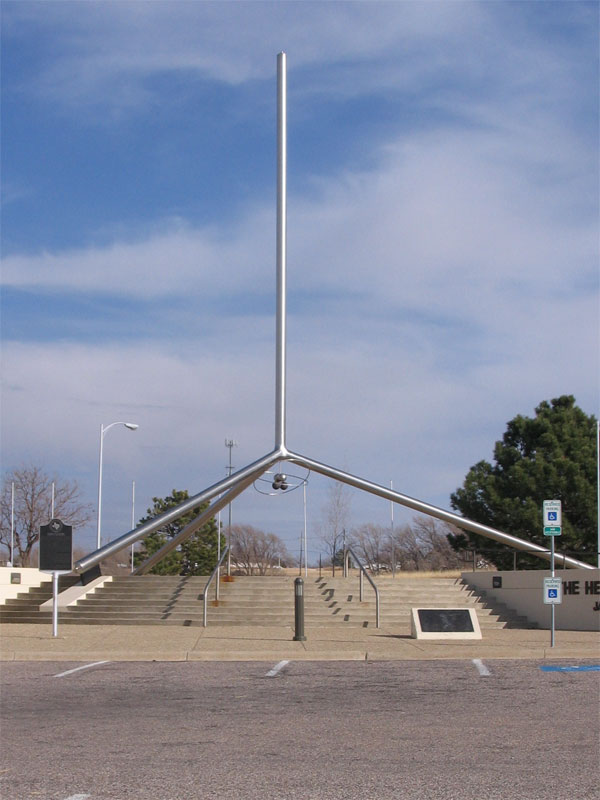
Don Harrington Discovery Center w Amarillo w Teksasie, gdzie znajdują się cztery kapsuły czasu, które mają zostać otworzone po 25, 50, 100 i 1000 lat od zamknięcia w 1968 r.

W czasach komunistycznych zakopywanie kapsuł z wiadomościami dla przyszłych pokoleń było bardzo popularne w ZSRR. Z kolei w Nowej Zelandii stworzono projekt Millennium Vault (Skarbiec Tysiąclecia) w ramach którego pod jedną z piramid zakopano kapsułę.
Cztery kapsuły zostały też wysłane w przestrzeń kosmiczną. Dwie z nich znajdują się na pokładach sond Pioneer, a dwie tzw. Voyager Golden Record umieszczono w sondach Voyager. Piąta kapsuła znajdzie się w satelicie KEO, która zostanie wyniesiona w kosmos prawdopodobnie w 2019 r. Zabrała ze sobą wiadomości od dzisiejszych mieszkańców Ziemi dla tych, którzy będą zamieszkiwać ją za 50 tysięcy lat, kiedy powróci na Ziemię.
W 1990 r. powołano stowarzyszenie International Time Capsule Society, które zajmuje się utrzymaniem globalnej bazy danych o wszystkich istniejących kapsułach czasu na świecie.
W 2024 roku z inicjatywy reżysera Mateusza Kudły, popularyzatorzy historii z kanału YouTube History Hiking wspólnie z naukowcami Akademii Górniczo-Hutniczej im. S. Staszica w Krakowie odsłonili w  Opactwie Cystersów w Lubiążu kapsułę czasu z długowiecznym eksperymentem bazującym na eksperymencie kropli paku. W instalacji znajduje się niezwykle lepki, ropopochodny gudron. Po przelaniu się całej substancji, co szacuje się na ok. 100 lat, odsłoni się klucz, który umożliwi otwarcie kapsuły czasu. Umieszczono w niej m.in. nowy smartfon, butelkę z ropą naftową, długopis, pióro, kartę kredytową, szminkę i książki.

## Krytyka
Według historyka Williama Jarvisa, typowe kapsuły czasu zwykle nie dostarczają zbyt wielu przydatnych informacji historycznych i są wypełnione „bezużytecznymi gratami”. Wiele z nich zawiera artefakty o ograniczonej wartości dla przyszłych badaczy. Historycy uważają, że rzeczy, które opisują codzienne życie ludzi, takie jak osobiste notatki, zdjęcia i dokumenty, znacznie podniosłyby wartość takiego znaleziska.
Z kolei kapsuły czasu znajdujące się w muzeach, których celem jest zachowanie kultury danego miejsca i czasu, zdaniem krytyków bardzo słabo spełniają swoją rolę, gdyż od momentu ich zamknięcia do czasu docelowego, nikt nie będzie miał do nich dostępu. A więc kolejne pokolenia nie będą miały możliwości poznania danego okresu. Dlatego też, takie kapsuły są postrzegane jako uśpione muzea, z których skorzystają historycy w dalekiej przyszłości.
Wiele zakopanych kapsuł ginie, ponieważ zainteresowanie nimi maleje, a dokładne miejsca ich ukrycia zostają zapomniane lub zostają one zniszczone przez wody gruntowe. Dlatego za najlepsze typy kapsuł uznaje się nagrania wideo, które w przyszłości będą mogły zostać odczytane przez nowoczesne technologie.